# Oficerski Kurs Doskonalący Administracji Wojskowej
Oficerski Kurs Doskonalący Administracji Wojskowej – kryptonim polskiej szkoły wywiadu (szkoły oficerów wywiadowczych, oficerskiej szkoły wywiadowczej), zorganizowanej w Wielkiej Brytanii w okresie II wojny światowej, na podstawie zarządzeń Sztabu Naczelnego Wodza: z 24 lutego oraz 23 marca 1941. Szkoła funkcjonowała od lutego 1941 do lata 1947, podlegała bezpośrednio szefowi Oddziału II. Jej komendantami byli: ppłk dypl. Stefan Mayer, jego zastępcą był początkowo mjr Tadeusz Nowiński (do wiosny 1942), później ppłk dypl. Felicjan Sterba, następnie od 1943 ppłk dypl. Wilhelm Heinrich. Ogółem przeszkolono ok. 200 oficerów, po ok. 30 na kursie; spośród nich kilkudziesięciu zostało cichociemnymi ze specjalnością w wywiadzie, którzy po skoku ze spadochronem do okupowanej Polski otrzymali przydziały do wywiadu Armii Krajowej.
Budynek szkoły był poprzednio czyjąś dość pokaźną rezydencją – granitowy, solidny, trzypiętrowy, stał na szczycie niewielkiego pagórka, otoczony trawnikiem, drzewami i krzakami, z podjazdem na samochody i kamiennymi schodkami prowadzącymi do mocnych, dębowych drzwi. Nie było przy tych drzwiach żadnych znaków ani napisów, tylko nad elektrycznym dzwonkiem mały napis „Proszę dzwonić”. (...)
Nasz kurs jest bardzo ogólny i trwa około sześciu miesięcy. Nauczą pana trochę podstawowej chemii, fotografii i prostych aplikacji mechaniki; jak otwierać zamki, podrabiać klucze, jak wyjść z kajdanek i inne podobne, a pożyteczne rzeczy (...). Nauczy się pan także trochę podrabiania dokumentów, podstaw łączności radiem, poćwiczy pan Morse’a i damy panu okazję poprawienia pańskiej znajomości języka niemieckiego. Będzie pan miał dużo zaprawy strzeleckiej z pistoletu i ręcznej broni maszynowej i dużo zaprawy fizycznej wraz z walką gołymi rękami, bez broni. Nauczymy pana prowadzić samochód, jeżeli tego pan nie umie (...) a ja sam będę wykładał technikę wywiadu i będę mówił o strukturze niemieckiej armii jak również o życiu w obecnej Polsce pod niemiecką okupacją. (...) Pod koniec pańskiego wyszkolenia tutaj odbędzie pan wyszkolenie i skoki spadochronowe (...)

## Organizacja, kadra, siedziba
Początkowo siedzibą szkoły był tajny lokal przy Kensington Park Road W.11, w dzielnicy Bayswater w Londynie; pierwszy kurs rozpoczął się tam 4 kwietnia 1941. Na początku kwietnia 1942 szkołę przeniesiono do Glasgow, miała siedzibę prawdopodobnie w budynku przy ul. 1 Horselethill Street. Po lutym 1946 szkołę przeniesiono do Kirkadly k. Edynburga, pod koniec 1946 na krótko do Londynu, później do Cardas, gdzie funkcjonowała do lata 1947. Po ukończeniu szkoleń wywiadowczych słuchacze byli dodatkowo szkoleni na organizowanych przez Oddział VI (Specjalny) Sztabu Naczelnego Wodza kursach dla cichociemnych: odprawowym, głównie w Audley End, oraz spadochronowym: w polskim ośrodku szkolenia spadochronowego 1 Samodzielnej Brygady Spadochronowej w Largo House pod Leven (Largo Low, hrabstwo Fife, Szkocja, Wielka Brytania) oraz w brytyjskim ośrodku treningowym spadochroniarzy – Parachute Training School w Ringway pod Manchesterem.
Przygotowanie w Anglii oficerów do służby wywiadowczej w Kraju koncentrowało się głównie w zorganizowanej tu „Szkole Oficerów Wywiadowczych”. Wiem dobrze, że na wielu kursach cichociemnych – korzystam z tego doskonałego substytutu dla określenia oficerów na kursach O.VI – zagadnienie pracy wywiadowczej w podziemiu było także uwzględniane. Wiem o tym, bo i sam na ten temat niektórym zespołom cichociemnych wykładałem i kilku oficerów wykładowców ze szkoły oficerów wywiadowczych, której byłem komendantem, niejednokrotnie również to robiło. Ale miało to charakter dodatkowego szlifu dla oficerów kierowanych do pracy bojowej na terenie Kraju. Szkoła oficerów wywiadowczych natomiast miała za zadanie wszechstronne przygotowanie wyłącznie tylko oficerów wywiadowczych. Była szkoła specjalizującą. Toteż możemy śmiało utrzymywać, że przygotowanie na gruncie angielskim oficerów do pracy wywiadowczej w Kraju grupowało się istotnie w tej szkole.
Zgodnie z zarządzeniem, etatową kadrę szkoły stanowiło 23 pracowników, w tym 11 wykładowców oraz instruktorów.
Instruktorzy i wykładowcy:
- inż. Michał Ciepiela – radiotelegrafia, nadawanie znaków Morse’a
- por. Jerzy Chmielewski – realia okupowanej Polski
- aktor Antoni Cwojdziński – behawioryzm, sztuka aktorska
- chor. Kazimierz Ćwirko-Godycki – fotografia wywiadowcza, dokumenty, pieczątki itp.
- por. Jerzy Eysmont – fotografia wywiadowcza, mikrofotografia, dokumenty itp.
- kpt. William Ewart Fairbairn – walka wręcz, walka nożem, strzelanie instynktowne (Point Shooting)
- dr Antoni Hartman – chemia wywiadowcza, atramenty specjalne, trucizny, narkotyki
- kpt. Alfred Hergesell – studium wywiadowcze Ukrainy
- płk dypl. Kazimierz Iranek-Osmecki – (od grudnia 1941) realia okupowanej Polski
- kmdr por. Brunon Jabłoński – wywiadowcze zagadnienia marynarki wojennej
- mjr Rajmund Kawalec – studium wywiadowcze Niemiec
- por./kpt. Jan Kobus – mechanika wywiadowcza (zamki, klucze, skrytki itp.)
- mjr Franciszek Koprowski – zaprawa fizyczna, strzelectwo, pływanie, samoobrona, boks
- Janusz Laskowski – (do 1943) studium wywiadowcze ZSRR
- mjr Wojciech Lipiński – (od maja 1942) organizacja, historia, technika wywiadu
- płk dypl. Stefan Mayer – organizacja, historia wywiadu
- mjr. płk Stanisław Mrazek – radiotechnika, nadawanie znaków Morse’a, goniometria, podsłuchy
- kpt. Roman Niemirski – radiotechnika (asystent ppłk Mrazka)
- kpt. Jerzy Niezbrzycki – (do 1942) studium wywiadowcze ZSRR
- mjr Tadeusz Nowiński – (do maja 1942) technika wywiadu
- kpt. Szymon Sylwestrowicz – jazda samochodem i motocyklem
- kpt. Karol Szagon – język niemiecki
- por. Wandtke – radiotechnika
- mjr Mikołaj Woroniec – studium wywiadowcze ZSRR, lektorat języka rosyjskiego
- chor. Bolesław Ziembiewicz – mechanika wywiadowcza (zamki, klucze, skrytki)
- chor. Kazimierz Ziembiewicz – język niemiecki

## Rekrutacja i program szkolenia
Rekrutację do szkoły wywiadu, nazywanej żartobliwie przez cichociemnych kursem gotowania na gazie, przeprowadzała formalnie komisja, w skład której wchodził komendant szkoły ppłk Stefan Mayer, komendant polskiego ośrodka szkoleniowego cichociemnych w Audley End (STS 43), ppłk Józef Hartman oraz oficerowie Oddziału VI (Specjalnego). W praktyce większość kandydatów została zrekrutowana osobiście przez komendanta szkoły.

Początkowo program przewidywał dziewięć miesięcy nauki; pierwszy kurs trwał od 1 kwietnia do 10 grudnia 1941, podobnie drugi kurs w Glasgow. Później, ze względu na potrzeby operacyjne Oddziału II oraz Oddziału VI (Specjalnego), czas kursu skracano: najpierw do sześciu, później do trzech miesięcy. 
Wywiad agencyjny ma jako oś zasadniczą zawsze człowieka. Jakie by nie były techniczne środki i udoskonalenia użyte w wywiadzie agencyjnym, w ostatecznym rozrachunku sukcesu pozycją decydującą będzie człowiek, będzie ten pogardliwie nazywany agent.  
Program kursu:
- Organizacja i technika oraz historia wywiadu – m.in. werbunek, łączność, skrzynki kontaktowe, bezpieczeństwo pracy
- Zagadnienia niemieckie – m.in. geografia, komunikacja, przemysł, wojsko, struktura państwa, organizacje: NSDAP, SS, formacje pokrewne, policja, wywiad, gestapo
- Nauka o ZSRR – m.in. geografia, nastroje, (krytyczna) teoria marksizmu, organizacja armii, społeczeństwo, struktura państwa, ministerstwa, urzędy, zasoby gospodarcze, przemysł
- Zagadnienia ukraińskie
- Język niemiecki
- Język rosyjski
- Radiotechnika
- Marynarka Wojenna
- Lotnictwo
- Chemia wywiadowcza – m.in. ogólny zarys chemii, atramenty specjalne, wykrywacze, trucizny, odtrutki, narkotyki
- Mechanika wywiadowcza – m.in. struktura i budowa zamków, dorabianie kluczy, otwieranie zamków, budowa skrytek
- Fotografia – m.in. technika fotografii i dokumentów, podrabianie pieczątek, stempli,
- Jazda samochodem i motocyklem
- Wychowanie fizyczne – m.in. gimnastyka, boks, pływanie, samoobrona
- Nadawanie znaków Morse’a
- Samoobrona – strzelanie, strzelanie instynktowne (Point Shooting), walka wręcz, walka nożem

## Cichociemni ze specjalnością w wywiadzie, kontrwywiadzie, legalizacji
Spośród absolwentów OKDAW, którzy zostali dodatkowo przeszkoleni na innych kursach, kilkudziesięciu zakwalifikowano jako cichociemnych ze specjalnością w wywiadzie, kontrwywiadzie, legalizacji (fałszowanie dokumentów), po skoku ze spadochronem zostali przydzieleni do wywiadu ofensywnego Armii Krajowej:
- Stefan Bałuk – skoczył do Polski 9/10 kwietnia 1944
- Antoni Chmielowski – skoczył do Polski 13/14 marca 1943
- Oskar Farenholc – skoczył do Polski 13/14 marca 1943, aresztowany 6 października 1943 przez SD, prawdopodobnie zamordowany w KL Mathausen[10]
- Adolf Gałacki – skoczył do Polski 12/13 kwietnia 1944
- Norbert Gołuński – skoczył do Polski 16/17 września 1943
- Zygmunt Gromnicki – skoczył do Polski 9/10 kwietnia 1944
- Stefan Ignaszak – skoczył do Polski 13/14 marca 1943
- Wiesław Ipohorski-Lenkiewicz – skoczył do Polski 30/31 marca 1942, aresztowany 13 stycznia 1943 przez Abwehrę, prawdopodobnie zamordowany[11]
- Kazimierz Iranek-Osmecki – skoczył do Polski 13/14 marca 1943
- Bolesław Jabłoński – skoczył do Polski 1/2 września 1942
- Stanisław Jankowski – skoczył do Polski 3/4 marca 1942
- Stefan Jasieński – skoczył do Polski 13/14 marca 1943, aresztowany w nocy 28/29 września 1944, zamordowany w KL Auschwitz[12]
- Jan Jokiel – skoczył do Polski 30/31 marca 1942
- Longin Jurkiewicz – skoczył do Polski 13/14 marca 1943, aresztowany w drugiej połowie listopada 1943 przez gestapo, skatowany na śmierć podczas śledztwa[13]
- Tadeusz Kobyliński – skoczył do Polski 8/9 kwietnia 1944
- Jan Kochański – skoczył do Polski 3/4 marca 1942, aresztowany 1 listopada 1943 przez Abwehrę, zamordowany[14]
- Franciszek Koprowski – skoczył do Polski 13/14 marca 1943
- Julian Kozłowski – skoczył do Polski  3/4 września 1942, poległ w powstaniu warszawskim[15]
- Wojciech Lipiński – skoczył do Polski 13/14 marca 1943
- Benon Łastowski – skoczył do Polski  9/10 kwietnia 1944
- Stefan Majewicz – skoczył do Polski 30/31 marca 1942, aresztowany 17 maja 1943, zamordowany na Pawiaku[16]
- Władysław Maksyś – skoczył do Polski 13/14 marca 1943
- Janusz Messing – skoczył do Polski 13/14 marca 1943
- Bruno Nadolczak – skoczył do Polski 16/17 października 1944
- Bolesław Odrowąż-Szukiewicz – skoczył do Polski 16/17 lutego 1943, poległ podczas skoku[17]
- Mieczysław Pękała-Górski – skoczył do Polski 16/17 października 1944
- Wilhelm Pluta – skoczył do Polski 19/20 marca 1943
- Janusz Prądzyński – skoczył do Polski 13/14 marca 1943
- Jan Rostek – skoczył do Polski 27/28 marca 1942, aresztowany 13 stycznia 1943 przez Abwehrę, prawdopodobnie zamordowany[18]
- Jan Rostworowski – skoczył do Polski 13/14 marca 1943, aresztowany 6 czerwca 1943 przez Abwehrę, zamordowany w KL Gross-Rosen[19]
- Edwin Scheller-Czarny – skoczył do Polski 13/14 marca 1943
- Tadeusz Starzyński – skoczył do Polski  8/9 kwietnia 1944
- Aleksander Stpiczyński – skoczył do Polski 21/22 września 1944
- Witold Strumpf – skoczył do Polski 13/14 marca 1943, pod koniec grudnia 1944 aresztowany przez gestapo, prawdopodobnie zamordowany w KL Gross-Rosen[20]
- Władysław Szubiński – skoczył do Polski 2/3 października 1942, aresztowany 9 listopada 1942 przez gestapo prawdopodobnie zamordowany[21]
- Tadeusz Śmigielski – skoczył do Polski 27/28 marca 1942
- Jan Walter – skoczył do Polski 4/5 maja 1944
- Janusz Zalewski – skoczył do Polski 30/31 marca 1942, aresztowany 13 stycznia 1943 przez Abwehrę, prawdopodobnie zamordowany[22]
- Bogusław Żórawski – skoczył do Polski 16/17 września 1943